# Sternbüchlein
Das Sternbüchlein war ein kleines astronomisches Jahrbuch, das von Robert Henseling ab dem Jahr 1910 jährlich beim Kosmos-Verlag (Stuttgart, damals noch Franckh-Verlag) herausgegeben wurde.
Das Sternbüchlein beinhaltete monatliche Sternkarten mit Erläuterungen des Sternhimmels, Beschreibungen der Planetenläufe während des Jahres sowie Tabellen und Übersichten (zum Beispiel Ephemeriden), die der Hobby-Astronom benötigte.
Besonders große Verbreitung fand es durch die 1921 erfolgte Gründung des Bundes der Sternfreunde, des damals größten Astrovereins in Deutschland.

## Verlage und Erscheinungsweise
Für die Jahre 1915 und 1916 erschien kein Sternbüchlein, da Henseling nach seinem Einberufungsbefehl am Ersten Weltkrieg teilnehmen musste.
Unter demselben Namen erschien aber 1916/17 in München das Sternbüchlein von Max Valier, in einer speziellen Ausgabe auch für Soldaten.
1940 trennte sich Henseling vom Kosmos- bzw. Franckh-Verlag, der daraufhin die Tradition des Sternjahrbuches in Form des Himmelsjahres in Zusammenarbeit mit anderen Autoren fortsetzte. Henseling brachte sein Sternbüchlein bis einschließlich 1954 noch bei diversen anderen Verlagen heraus (Reclam (Leipzig)) bis 1943, Reimer (Berlin) 1944 und dann wieder 1949 und 1950, Langenthal (Berlin) 1946 und 1947, Dulk (Hamburg) 1948, Lux (München) 1951 bis 1953 (als Orion-Heft) sowie Kurrer (München) 1954.
Für das Jahr 1945 erschien abermals kein Sternbüchlein wegen der wirtschaftlichen Folgen des Zweiten Weltkriegs in Deutschland. (Anderen Quellen zufolge wurde das fast fertige Manuskript ein Opfer des Bombenkriegs.) Aus denselben Gründen erschien die Ausgabe 1946 stark verspätet. Daher präsentierte Henseling  das erste Halbjahr als gestraffter Rückblick und nur das zweite Halbjahr als ausführlichere Vorschau.

## Bedeutung
Einige Ausgaben des Sternbüchleins sind heutzutage von nicht unbeträchtlichem antiquarischem Wert, da sie aufgrund ihres Alters und der äußeren Umstände ihres Erscheinens besondere Raritäten darstellen. Dazu zählen die ältesten Ausgaben, insbesondere der Jahrgang 1911, die Ausgaben des späteren Ersten Weltkrieges (1917 und 1918), die der Wirtschaftskrise (1923 und 1924) sowie die der unmittelbaren Nachkriegszeit (1946 bis 1948).
Durch das "Sternbüchlein" angeregt, entstanden auch in anderen Ländern astronomische Jahrbücher für die Bedürfnisse von Amateurastronomen. Fast gleichzeitig mit Henseling begann der spätere Wiener Univ.Professor Oswald Thomas in Siebenbürgen mit ähnlichen Publikationen und gründete 1907 für Österreich-Ungarn den  Astronomischen Verein.

## Hundertjähriges Jubiläum
Aus Anlass des hundertjährigen Jubiläums des Sternbüchleins erschien im Franckh-Kosmos-Verlag eine Jubiläumsausgabe, die (neben dem Kosmos Himmelsjahr 2010 und zwei CDs mit der Himmelsjahr-Software und der Launcher-Version von Redshift 7) auch ein Reprint der Erstausgabe des Sternbüchleins von 1910 enthält.